# Aliasghar Mojarad
Aliasghar Mojarad (em persa: : علی‌اصغر مجرد, Bojnord, 30 de outubro de 1997) é um jogador de voleibol indoor iraniano que atua na posição de central.

## Carreira

### Clube
Mojarad atuou profissional pelo Shahrdari Varamin na temporada 2019-20. Em 2020 o central se transferiu para o Foolad Mobarakeh Sepahan, terminando o campeonato iraniano com a medalha de bronze logo após a presidência do clube decidir cancelar as partidas da disputa pelo terceiro lugar e compartilhá-lo com o Labanyat Haraz Amol.
No ano seguinte, o atleta foi anunciado como o novo reforço do Urmia Municipality VC.

### Seleção
Pelas categorias de base, foi campeão do Campeonato Asiático Sub-19 em 2014 e eleito um dos melhores centrais no Campeonato Mundial Sub-19 em 2015 na Argentina.
Pela seleção adulta iraniana, conquistou a medalha de ouro no Campeonato Asiático de 2019. Dois anos após, disputou os Jogos Olímpicos de Tóquio, onde terminou na 9ª posição.
Voltou a conquistar mais um título continental ao derrotar a seleção japonesa na final do Campeonato Asiático de 2021, sendo eleito um dos melhores centrais da competição.

## Vida pessoal
Mojarad é formado em Educação Física pela Universidade Islâmica de Azad. Seu avô, pai e irmão mais velho também jogavam voleibol. Em junho de 2020, Mojarad foi escolhido como embaixador de escolas pelo Ministério da Educação do Irã. O Ministro Mohsen Jahi Mirzaei o presenteou com uma placa em uma cerimônia realizada em sua cidade natal, Bojnord, em Coração do Norte.

## Clubes
| Anos      | Clube                    |
| --------- | ------------------------ |
| 2019–2020 | Shahrdari Varamin        |
| 2020–2021 | Foolad Mobarakeh Sepahan |
| 2021–     | Urmia Municipality VC    |

## Prêmios individuais
- 2021: Campeonato Asiático – Melhor central